# Holka na zabití
Holka na zabití (littéralement en français Une fille à tuer), est un film policier tchécoslovaque réalisé par Juraj Herz, sorti en 1975.
Le film a été tourné à Pec pod Sněžkou et dans les villages voisins et certaines scènes à Prague. 

## Synopsis
La serveuse de l'hôtel Krkonoše, Gita, est renversée par son amant. Il avait peur qu'elle ne dénonce des opérations monétaires illégales le concernant. Son amie un peu naïve de l'orphelinat, Anna, se met à sa recherche. Tout le monde pense que Gita est simplement partie pour une autre entreprise. Mais Anna révèle de nombreuses incertitudes sur sa disparition. Elle rejoint donc l'hôtel en tant que nouvelle employée en cuisine. Anna fait part à la psychologue du foyer pour enfants de ses inquiétudes concernant Gita. Elle lui donne une carte postale que Gita lui a envoyée de Pologne. Anna la montre aux gens de l'hôtel. Elle est ensuite retrouvée électrocutée. Le lieutenant Slama prend en charge l'affaire. Ensemble, ils trouvent plus d'indices dans l'hôtel. Ils découvrent que Gita a été vue pour la dernière fois dans une voiture blanche, avec une poupée à bascule sur le pare-brise. Ils reconnaissent cette voiture. Elle appartient à l'opérateur Petrák, qui est ensuite arrêté.

## Distribution
- Dagmar Havlová : Anna
- Ilja Prachař : lieutenant Sláma
- Vít Olmer (cs) : l'opérateur Petrák
- Josef Abrhám : MUDr. Rendl
- Karel Augusta : chef Muraško
- Václav Lohniský : Otík, un serveur
- Jiří Lír : chef
- Václav Helšus : Honza Černý
- Lída Roubíková : Černá
- Markéta Světlíková : une serveuse
- Žofie Veselá : Gita
- Kateřina Lírová : Jitka
- Marcela Nohýnková : une Autrichienne
- Emma Černá : MUDr. Petráková
- Karel Hábl : membre du VB
- Jiří Hálek : le cordonnier